# Saint-Roman
 Saint-Roman  es una población y comuna francesa, en la región de Ródano-Alpes, departamento de Drôme, en el distrito de Die y cantón de Châtillon-en-Diois.

## Demografía
| 140 | 117 | 119 | 145 | 160 | 136 |
| Para los censos de 1962 a 1999 la población legal corresponde a la población sin duplicidades (Fuente: INSEE [Consultar]) |     |     |     |     |     |